# DVI (TeX)
DVI ("DeVice Independent") es un formato de archivo informático utilizado como salida por el programa de tipografía TeX. Fue diseñado por David R. Fuchs en 1979. Su nombre se debe a que el archivo DVI está escrito en un lenguaje que puede ser leído sin importar el dispositivo utilizado, ya sea una impresora o un programa.
A diferencia de los archivos TeX que contienen el código fuente para generarlos, los archivos DVI no están diseñados para leerse por una persona; contienen datos binarios que describen cómo debe mostrarse la página en la pantalla, sin especificar ningún formato de imagen, hardware o impresora a utilizar. Por lo general el fichero DVI es utilizado como entrada por un postprocesador para generar archivos PostScript o PDF.

## Programas
Para poder leer o imprimir un archivo DVI, por lo general se convierte al formato PDF o Postscript utilizando programas apropiados. También es posible leerlos directamente utilizando un visor DVI.
- Visores DVI: YAP (incluido en MikTeX), xdvi, windvi, Evince, KDVI, Okular, dviout, dviwin, DView, javaDVI, MDVI
- Conversores DVI-a-PDF: dvipdf, dvipdfm, dvipdfmx
- Conversores DVI-a-PS: dvips
- Conversores DVI-a-PNG: dvipng
- Conversores DVI-a-SVG: dvisvg, dvisvgm